# Supporters' Shield
Supporters' Shield (англ. вимова: [səˈpɔrtərz ʃild]) — щорічна нагорода, яку отримує команда МЛС (Вищого футбольного дивізіону США) з найбільшою кількістю набраних очок за підсумками регулярного сезону. Вручається з 1999 року. Фактично трофей передається між групами уболівальників команд-переможців регулярного чемпіонату.

## Історія появи
MLS проводить чемпіонати з 1996 року. За правилами ліги чемпіоном стає команда, яка перемагає у серії плей-оф (Кубок МЛС), що проводиться по закінченні регулярного чемпіонату. Для команди, що є найкращою в регулярному чемпіонаті, не передбачалося вручення будь-якої нагороди. У першому сезоні переможець регулярного чемпіонату «Тампа-Бей М'ютені» не зміг пробитися навіть до фіналу Кубка МЛС. Тоді уболівальник Нік Лоурес запропонував лізі вручати переможцю регулярного чемпіонату окремий трофей, який мав бути створений уболівальниками. Він пропонував назвати його Supporters’ Scudetto, подібно до назви головного трофею італійської серії А. Було сформовано комітет, до якого входили представники груп уболівальників від кожного клубу. Комітет вирішив замінити слово Scudetto на Shield. Проте згодом робота комітету була припинена через незгоди всередині нього.
На початку 1998 року новий поштовх ідеї створення трофею за перемогу в регулярному чемпіонаті дав уболівальник Сем Перрон. Він вирішив узяти на себе відповідальність за збирання коштів на створення трофею. З часом за підтримки інших вболівальників він зібрав 3000 доларів. Серед пожертвувачів був і комісар МЛС Даг Логан. Після цього на саміті вболівальників було затверджено дизайн трофею та правила визначення володаря. На той час у МЛС існувало правило щодо визначення переможця матчу у серії пенальті, якщо в основний час була нічия, і відповідно нараховувалися очки. Одна з пропозицій полягала в тому, щоб для визначення найкращої команди для заліку Supporters' Shield брати лише результати матчів в основний час. Проте було прийняте правило, що трофей вручається команді, яка набрала найбільше очок за чинною системою МЛС. Виготовила трофей студентка факультету мистецтва Університету Канзаса Пола Річардсон.
На початку 1999 року трофей було вручено клубу Лос-Анджелес Гелаксі. Назви двох попередніх переможців регулярних чемпіонатів — «Тампа-Бей М'ютені» і «Ді Сі Юнайтед» — також були написані на трофеї. З того часу Supporters' Shield вручається уболівальникам команди-переможця регулярного чемпіонату від уболівальників попереднього володаря. 

## Переможці
| Сезон | Переможець           | Результат | Результат | Результат | Результат | Очки / Очки/матчі | Результат в Кубку МЛС                   | К-сть титулів | Тренер           |
| Сезон | Переможець           | Матчі     | Перемог   | Поразок   | Нічиїх    | Очки / Очки/матчі | Результат в Кубку МЛС                   | К-сть титулів | Тренер           |
| ----- | -------------------- | --------- | --------- | --------- | --------- | ----------------- | --------------------------------------- | ------------- | ---------------- |
| 1996  | Тампа-Бей М'ютені    | 32        | 20        | 12        | —         | 58 / 1.81         | Програв у фіналі конференції (DC)       | 1             | Томас Ронген     |
| 1997  | Ді Сі Юнайтед        | 32        | 21        | 11        | —         | 55 / 1.72         | Виграв Кубок МЛС                        | 1             | Брюс Арена       |
| 1998  | Лос-Анджелес Гелаксі | 32        | 24        | 8         | —         | 68 / 2.12         | Програв у фіналі конференції (CHI)      | 1             | Октавіо Замбрано |
| 1999  | Ді Сі Юнайтед        | 32        | 23        | 9         | —         | 57 / 1.78         | Виграв Кубок МЛС                        | 2             | Томас Ронген     |
| 2000  | Канзас-Сіті Візердз  | 32        | 16        | 7         | 9         | 57 / 1.78         | Виграв Кубок МЛС                        | 1             | Боб Ганслер      |
| 2001  | Маямі Ф'южн          | 26        | 16        | 5         | 5         | 53 / 2.04         | Програв у півфіналі (SJ)                | 1             | Рей Гадсон       |
| 2002  | Лос-Анджелес Гелаксі | 28        | 16        | 9         | 3         | 51 / 1.82         | Виграв Кубок МЛС                        | 2             | Зігі Шмід        |
| 2003  | Чикаго Файр          | 30        | 15        | 7         | 8         | 53 / 1.77         | Програв у фіналі Кубка МЛС (SJ)         | 1             | Дейв Серачан     |
| 2004  | Коламбус Крю         | 30        | 12        | 5         | 13        | 49 / 1.63         | Програв у півфіналі конференції (NE)    | 1             | Грег Андруліс    |
| 2005  | Сан-Хосе Ерсквейкс   | 32        | 18        | 4         | 10        | 64 / 2.00         | Програв у півфіналі конференції (Ел-Ей) | 1             | Доімінік Кіннір  |
| 2006  | Ді Сі Юнайтед        | 32        | 15        | 7         | 10        | 55 / 1.72         | Програв у фіналі конференції (NE)       | 3             | Пйотр Новак      |
| 2007  | Ді Сі Юнайтед        | 30        | 16        | 7         | 7         | 55 / 1.83         | Програв у півфіналі конференції (CHI)   | 4             | Том Соен         |
| 2008  | Коламбус Крю         | 30        | 17        | 7         | 6         | 57 / 1.90         | Виграв Кубок МЛС                        | 2             | Зігі Шмід        |
| 2009  | Коламбус Крю         | 30        | 13        | 7         | 10        | 49 / 1.63         | Програв у півфіналі конференції (RSL)   | 3             | Роберт Важиха    |
| 2010  | Лос-Анджелес Гелаксі | 30        | 18        | 7         | 5         | 59 / 1.97         | Програв у фіналі конференції (FCD)      | 3             | Брюс Арена       |
| 2011  | Лос-Анджелес Гелаксі | 34        | 19        | 5         | 10        | 67 / 1.97         | Виграв Кубок МЛС                        | 4             | Брюс Арена       |
| 2012  | Сан-Хосе Ерсквейкс   | 34        | 19        | 6         | 9         | 66 / 1.94         | Програв у півфіналі конференції (Ел-Ей) | 2             | Френк Єллоп      |
| 2013  | Нью-Йорк Ред Буллз   | 34        | 17        | 9         | 8         | 59 / 1.74         | Програв у півфіналі конференції (HOU)   | 1             | Майк Петке       |
| 2014  | Сіетл Саундерз       | 34        | 20        | 10        | 4         | 64 / 1.88         | Програв у фіналі конференції (Ел-Ей)    | 1             | Зігі Шмід        |
| 2015  | Нью-Йорк Ред Буллз   | 34        | 18        | 10        | 6         | 60 / 1.76         | Програв у фіналі конференції (CLB)      | 2             | Джессі Марш      |
| 2016  | Даллас               | 34        | 17        | 8         | 9         | 60 / 1.76         | Програв у півфіналі конференції (SEA)   | 1             | Оскар Пареха     |
| 2017  | Торонто              | 34        | 20        | 5         | 9         | 69 / 2.02         | Виграв Кубок МЛС                        | 1             | Грег Ванні       |
| 2018  | Нью-Йорк Ред Буллз   | 34        | 22        | 7         | 5         | 71 (2.09)         | Програв у фіналі конференції (АТЮ)      | 3             | Кріс Армас       |
| 2019  | Лос-Анджелес         | 34        | 21        | 4         | 9         | 72 (2.12)         | Програв у фіналі конференції (SEA)      | 1             | Боб Бредлі       |
| 2020  | Філадельфія Юніон    | 23        | 14        | 4         | 5         | 47 (2.04)         | Програв в першому раунді (NE)           | 1             | Джим Кертін      |
| 2021  | Нью-Інгленд Революшн | 34        | 22        | 5         | 7         | 73 (2.15)         | Програв у півфіналі конференції(NYC)    | 1             | Брюс Арена       |
| 2022  | Лос-Анджелес         | 34        | 21        | 9         | 4         | 67 (1.97)         | Виграв Кубок МЛС                        | 2             | Стів Черундоло   |
| 2023  | Цинциннаті           | 34        | 20        | 5         | 9         | 69 (2.03)         | Програв у фіналі конференції (CLB)      | 1             | Пет Нунен        |
| 2024  | Інтер (Маямі)        | 32        | 20        | 4         | 8         | 68 (2.13)         |                                         | 1             | Херардо Мартіно  |

У 2006 році Федерація футболу США ухвалила рішення, що володар Supporters' Shield представлятиме США (або Канаду, якщо це буде канадський клуб) у Лізі чемпіонів КОНКАКАФ, завдяки чому статус цієї нагороди значно піднявся.